# Abu Tashufin III
Vous pouvez aider à l'améliorer ou bien discuter des problèmes sur sa page de discussion.
- Certaines informations devraient être mieux reliées aux sources mentionnées dans la bibliographie ou les liens externes. Améliorez sa vérifiabilité en les associant par des références. (Marqué depuis février 2025)
- Les conventions bibliographiques ne sont pas respectées. La bibliographie et les liens externes sont à corriger. (Marqué depuis février 2025)
- Il n’est pas rédigé dans un style encyclopédique. (Marqué depuis février 2025)
- La traduction doit être revue. Le contenu est difficilement compréhensible à cause d’erreurs de traduction, peut-être dues à l’utilisation d’un logiciel de traduction automatique. (Marqué depuis février 2025)

Abu Tashufin III ibn Abu Abdullah, ou Abu Tashufin III (mort en 1470) était le vingt et unième souverain de Tlemcen de la dynastie des Zianides (1470).

## Biographie
Abu Tashufin III (dit « le Jeune ») succéda à son père Abū ʿAbd Allāh III sur le trône de Tlemcen vers 1470. Il régna pendant une très courte période (selon différentes chroniques, quarante jours ou quatre mois) et fut renversé par son frère Abu Abdallah Muhammad at-Tabiti.

## Crédit d'auteurs
- (ru) Cet article est partiellement ou en totalité issu de l’article de Wikipédia en russe intitulé « Абу Ташуфин III » (voir la liste des auteurs).